# Quebracho (Entre Ríos)
Quebracho é uma junta de governo da província de Entre Ríos, na Argentina.